# Children for Tomorrow
Children for Tomorrow és una organització no-governamental alemanya creada per Steffi Graf, en la qual es pretén ajudar joves víctimes de la violència, la persecució i les guerres, a fi de facilitar el seu accés a la rehabilitació físico-terapèutica. Aquesta organització ha treballat en projectes a Kosovo, Sud-àfrica, Moçambic i Alemanya.